# فردوسی فرضعلی‌اف
فردوسی فرضعلی‌اف (به ترکی آذربایجانی: Firdovsi Fərzəliyev؛ متولد ۱۰ ژوئیه ۱۹۹۳) کاراته‌کای اهل جمهوری آذربایجان است. در بازی‌های اروپایی ۲۰۱۹ که در مینسک، بلاروس برگزار شد، او در کومیته ۶۰ کیلوگرم مردان به مدال نقره دست یافت.
وی در مسابقات جهانی ۲۰۱۷ که در وروتسواو، لهستان برگزار شد، در کومیته ۶۰ کیلوگرم مردان مدال طلا را از آن خود کرد.